# Économique (Xénophon)
Pour les articles homonymes, voir Économie.
L’Économique (en grec ancien Οἰκονομικός / Oikonomikós « L'art et la manière de bien gérer un grand domaine agricole ») est une œuvre de Xénophon dans la forme des dialogues socratiques, qui traite de la gestion d'un grand domaine foncier, sur le plan humain et technique.
L'auteur  — à la tête d'un domaine de peut-être 15 000 hectares à Scillonte dans le Péloponnèse — aborde également différents autres sujets, parmi lesquels l'essence de la valeur, au sens économique du terme, l'éducation et le rôle de femme, la supériorité de l'agriculture sur l'artisanat, la kalokagathie. Le thème récurrent est l'art de commander et de se faire obéir, « un don des dieux », tel qu'il est développé au chapitre XXI.

## Datation et postérité
L’Économique aurait été composé par Xénophon dans le dernier quart de sa vie, mais la datation est disputée, et les dates vont de -360 à -380,. Ce dialogue entre Socrate et Critobule aurait eu lieu, selon Sarah B. Pomery entre -420 et -410, sous la stoa de Zeus Eleutherios sur l'agora d'Athènes.
Le livre fut traduit en latin par Cicéron, et acquit une certaine renommée à la Renaissance, à la suite de la traduction donnée en 1571 par Étienne de la Boétie, sous le titre de La Mesnagerie.
Il s’agit de l'un des plus anciens textes traitant d’économie et aussi d'une importante source pour l’histoire sociale et intellectuelle d'Athènes à l’époque classique, et il peut être considéré comme le premier traité d’agronomie.
Une abondante littérature de manuels pour propriétaires terriens (parmi lesquels l’Économique de Xénophon ou celui du pseudo-Aristote) atteste la présence de plusieurs dizaines d’esclaves dans les grands domaines, à la fois en tant que travailleurs de base et en tant qu’intendants. Un fragment de l’Économique contenant une partie des chapitres VIII et IX est contenu sur le papyrus d’Oxyrhynque 227.
La conception de l'économie que présente Xénophon (voir ci-dessous) sera reprise par Aristote dans la Politique : pour lui, « l'art de l'économie est l'autorité sur ses enfants et sa femme, et plus généralement sur la maison », une définition qui se maintiendra jusqu'au xviiie siècle.

## Présentation générale
Si avec cet ouvrage Xénophon introduit le terme économomie dans la pensée occidentale, il ne traite du sens moderne de cette notion (nature des biens, utilité et échange) que dans le premier chapitre. Cependant, il définit déjà l'économie comme « l'art d'administrer son domaine » (oïkos : maison, propriété, avoir ; nomos : usage, règle de conduite). Dans les autres chapitres, il présente essentiellement l'exemple d'un bon « économiste », c'est-à-dire d'un propriétaire terrien qui se préoccupe des aspects techniques de son travail (l'agronomie en tant que telle) mais aussi et surtout de la capacité à commander à son personnel ainsi que la nécessité d'instruire correctement son épouse pour qu'elle soit une parfaite maîtresse de maison.
L’ouvrage s’organise autour du dialogue entre Socrate et Critobule sur la gestion domestique. Socrate,qui se dit ignorant sur le sujet, rapporte notamment à Critobule ce que lui a expliqué Ischomaque, grand propriétaire terrien athénien, à propos des techniques agricoles. Ce faisant, et contrairement à Hésiode dans Les Travaux et les Jours, Xénophon donne des instructions pour améliorer la production agricole. En effet, même si Hésiode livre des observations judicieuses, pour lui, le rendement dépend du bon vouloir des dieux; à l'inverse, Xénophon relève que les hommes peuvent influer sur la productivité de leurs terres (à condition toutefois d’avoir correctement honoré les dieux au préalable). Chez Xénophon, l’agriculture n’est donc pas le seul domaine des dieux. Les hommes peuvent de par leurs propres actions influencer la productivité de leurs terres. Adopter de bonnes pratiques ne vise pas à simplement plaire aux dieux mais à améliorer directement l’efficacité de leur travail.
D’après Philodème de Gadara, le premier livre des Économiques du pseudo-Aristote a été écrit par Théophraste, et il est inspiré de l’ouvrage homonyme écrit par Xénophon. On trouve chez Xénophon quelques références aux Économiques du pseudo-Aristote et à son propre ouvrage intitulé  Cyropédie. Tandis que Xénophon écrit dans son Économique que « La terre enseigne d’elle-même la justice à ceux qui sont en état de l’apprendre », et  dans sa Cyropédie qu'une « une toute petite terre rendait bien et justement la semence qu’elle avait reçue », le pseudo-Aristote note que « l'agriculture est le genre d'activité qui réalise le mieux la justice ». Quant à Platon, il s’oppose, dans le Livre V de la République, à l’oikos — à la fois maison, famille et domaine au sens large — dont Xénophon fait l'éloge dans son ouvrage.

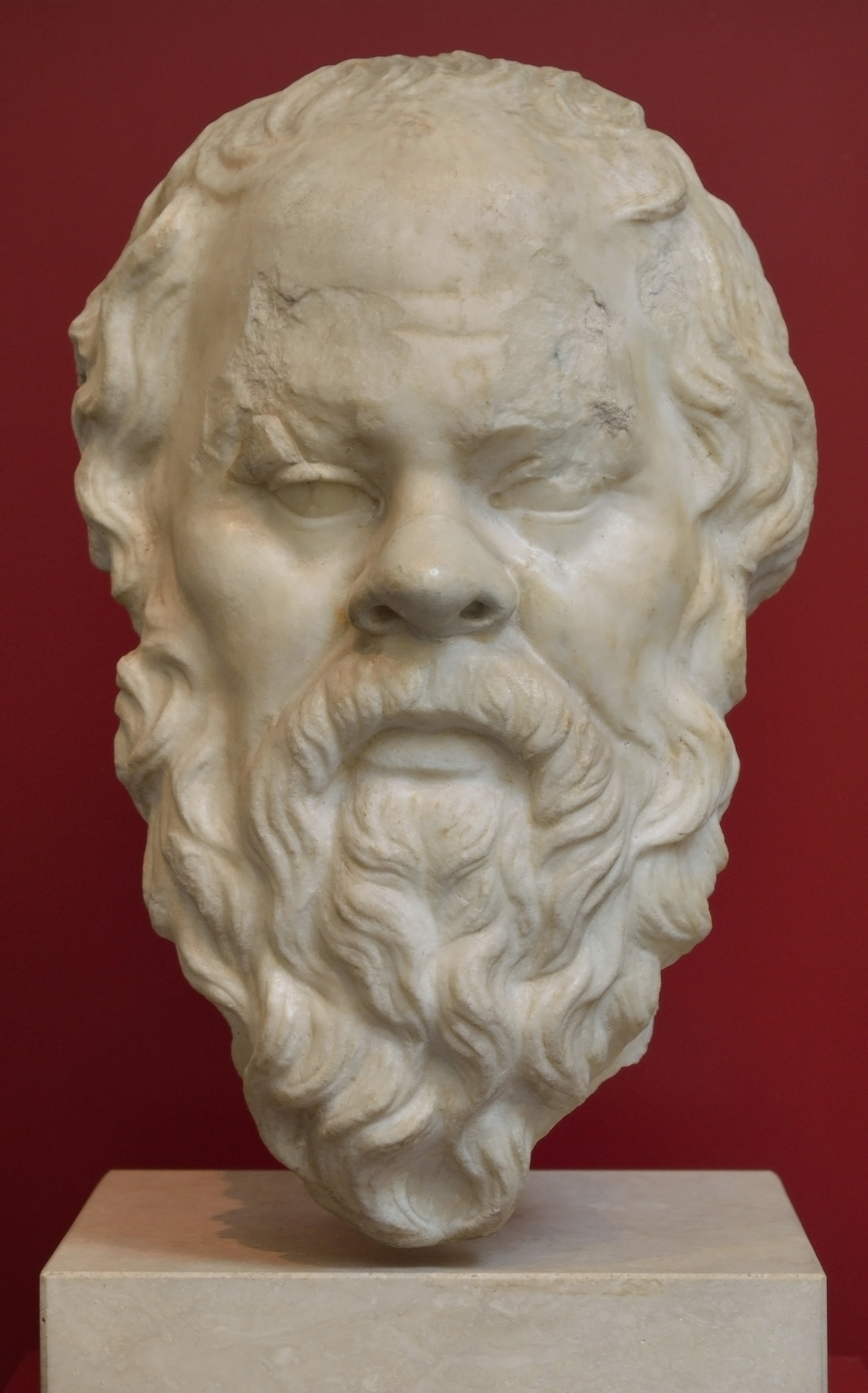
Socrate. Palazzo Massimo alle Terme, Rome. Sculpture de 404.

## Personnages
- Socrate, philosophe, qui n'a jamais quitté Athènes sauf dans le cadre d'expéditions militaires, et auquel Xénophon prête parfois des propos contraires à ceux que rapporte Platon.
- Critobule, disciple de Socrate, fils de Criton d’Athènes, jeune marié.
- Ischomaque, riche notable athénien, grand propriétaire terrien à Phalère. Le fait qu'il a deux domiciles — l'un à Athènes et l'autre dans son domaine, dans la grande banlieue sud d'Athènes (il s'y rend à pied) — va entretenir la confusion entre les deux sens de « oikos » (maison et propriété).

Certains commentateurs ou traducteurs, comme Pierre Chambry par exemple, voient Xénophon dans le personnage d'Ischomaque, qui fut également un grand propriétaire terrien à la tête pendant vingt ans d'un domaine de peut-être 15 000 hectares à Scillonte.

## Résumé

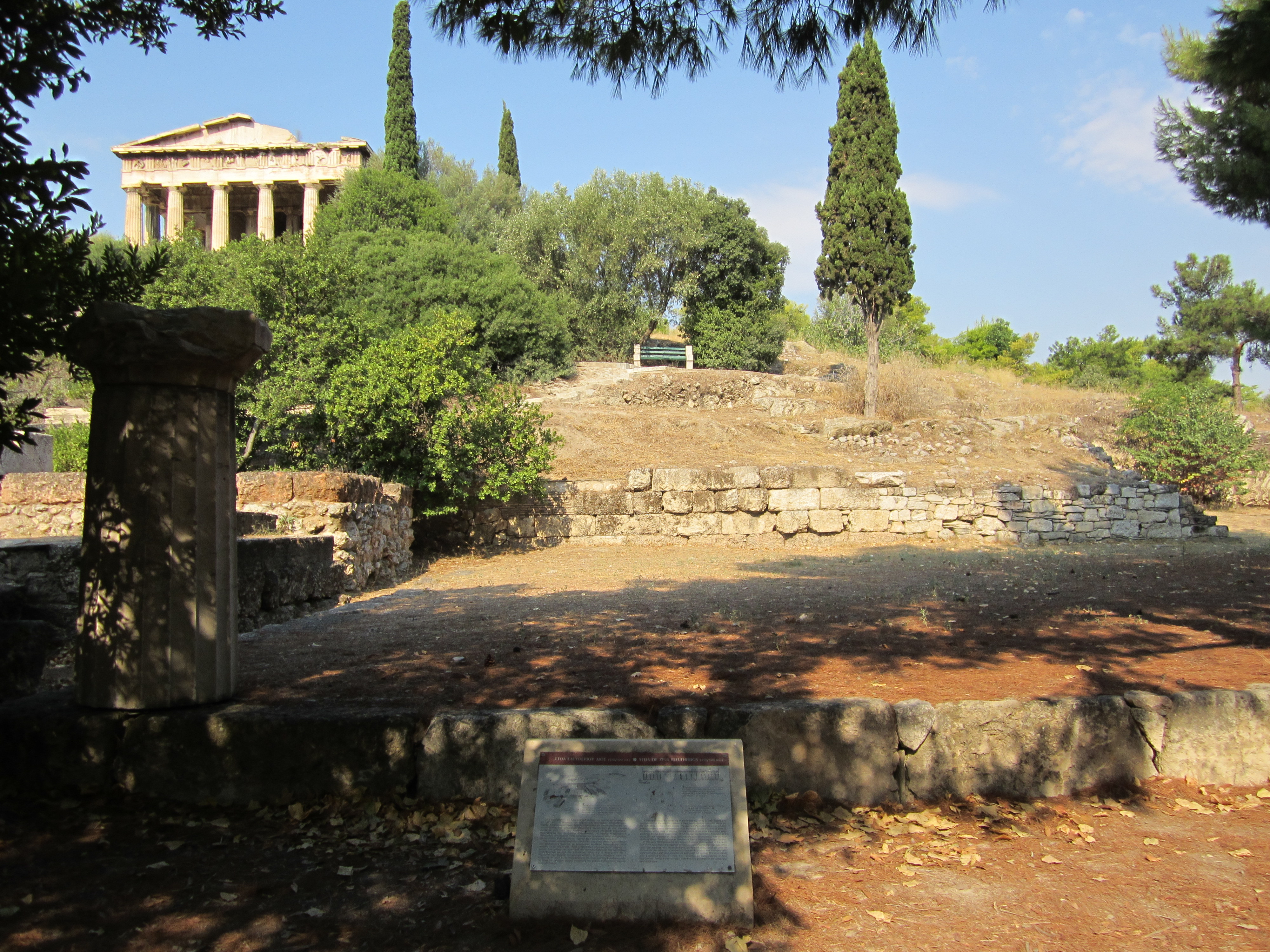
Vestiges de la Stoa de Zeus à Athènes, où le dialogue s'est sans doute tenu, vers --420.

On peut distinguer dans l'ouvrage cinq grandes parties et vingt-et-un chapitres :
- A. Les biens et la valeur
- B. Le couple
- C. Les managers intermédiaires
- D. Les principes de base de l'agriculture
- E. L'art de se faire obéir

Ci-dessous, les titres des chapitres sont ceux de la traduction de Pierre Chantraine.

### A. Les biens et la valeur

#### I . Définition de l'économie domaniale. Définitions des biens. L'effet des passions
Le dialogue entre Socrate et Critobule commence par une discussion relative à l’économie domaniale et à la richesse, cette dernière renvoyant à ce qui est utile, c’est-à-dire ce dont on tire avantage. Il faut démontrer par l’exemple ce qu’il convient de faire et de ne pas faire.
Selon Socrate, celui qui souhaite être heureux et faire ce qui peut lui procurer du bien doit vivre sans maître, et ne pas prétendre ne pas en avoir. Celui qui refuse le travail sous prétexte de ne pas avoir de maître ou accepter de maître en ont un ; celui qui prétend vivre sans maître est sous le joug des mauvaises passions qui l’en empêchent par ses obligations, ses ordres et ses commandements. L’asservissement aux passions rend incapable de kalokagathie ; les passions sont critiquées par Socrate parce qu’elles empêchent la kalokagathie, noblesse de caractère, comme l’argent qui rend impossible que l'on se serve de lui parce que le désir et la passion de le posséder et de le garder empêchent d’en faire un bien utile. Or, ne peut être appelé bien que ce qui est utile : dans ces conditions, même l’inimitié est un bien lorsque l’on sait la transformer en quelque chose d'utile.

#### II. Comparaison de la richesse de Socrate et de Critobule. Critobule demande à Socrate de l'aider de ses conseils
Socrate prend Critobule comme exemple de servilité envers l'argent, et parle de lui sur un ton moqueur. En outre, Socrate se dit libre, au contraire de Critobule qui a le devoir de financer un certain nombre de charges officielles. En ce sens, la vie du pauvre est plus simple que celle du riche, car celui-là ne connaît pas les embarras liés à la fortune (parasites, amis intéressés, obligation de tenir son rang, financement des liturgies, etc.); de plus, en cas de besoin, il peut toujours  demander à ses amis de lui prêter de l’argent. On retrouve enfin le mépris de Socrate pour les liturgies, lorsqu’il mentionne les lourdes contributions destinées à l’élevage des chevaux, au financement d’un chœur tragique (chorège), de compétitions (gymnasiarchie), l’équipement d’une trirème (triérarchie) et au paiement de l’impôt de guerre (eisphora).

#### III. Nécessité de l'ordre et de la méthode. Le rôle de la femme

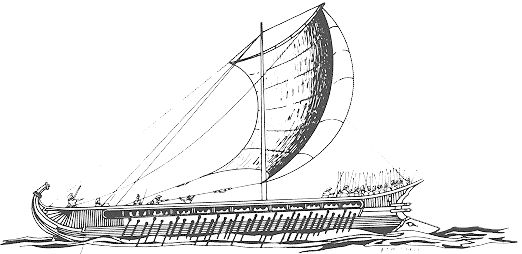
Une trière de 170 rameurs, prise par Xénophon comme exemple d'ordre et d'art de commander.

Tout d’abord, l’ordre et la méthode sont nécessaires. Xénophon le montre par la quantité d’ustensiles à disposition des serviteurs, et qui tracasse davantage les serviteurs que leurs maîtres qui les harcèlent pour leur manque d’ordre; il montre ainsi par-là que la place occupée par un bien importe peu pour autant que l’endroit de rangement soit convenable ; ainsi, les personnes qui règlent bien leur maison ont un endroit particulier pour les vases destinés aux sacrifices, un autre pour la vaisselle de table, tandis les instruments de labour sont réduits ailleurs, et les armes de guerre à l’écart.
Ischomaque traite sa femme avec délicatesse, prenant le temps de la familiariser à son mode de vie, voyant dans les fautes qu'elle commet le signe qu'il n'a pas su l'instruire correctement, et assumant aussi la responsabilité de ce qu'elle ignore. Il obtient de son épouse soumission, dévouement et affection, et sait que par la qualité de son instruction, sa femme, lorsqu’elle se montrera meilleure que lui, lui servira à son tour d’exemple et de maître.
L’esclave et le cheval ont pour point commun un âge idéal auquel il faut les acheter, pour la qualité de service qu’offre leur jeunesse, et parce que cette qualité peut s’améliorer avec l’âge. Socrate répond à Critobule qu’il peut montrer des agriculteurs contents de faire voir le résultat de leur art.

#### IV. Jugement sur les artisans. La guerre et l'agriculture. Exemple du roi des Perses. Exemple de Cyrus le Jeune
Le résultat de l’agriculture — les plaisirs de la nourriture des récoltes — ne va pas sans peine, car le délice des mets nécessite un exercice du corps. Xénophon oppose l’artisan à la paysannerie organisée en villages ; les possessions du citoyen étaient administrées par plusieurs esclaves de confiance, dont parle Ischomaque : ces terres étaient alors divisées en parcelles; elles le sont par un seul intendant — lui aussi esclave et formé pour servir les intérêts de son maître  — lorsque les terres sont réunies en un seul domaine.
Les métiers d’artisans sont tenus en piètre estime, parce que ces travaux ruinent le corps de ceux qui les exercent, ainsi que de ceux qui les dirigent, en les contraignant à une vie casanière, voire sédentaire.

#### V. Éloge de l'agriculture comparée à l'artisanat. Elle enseigne le courage et l'art de commander

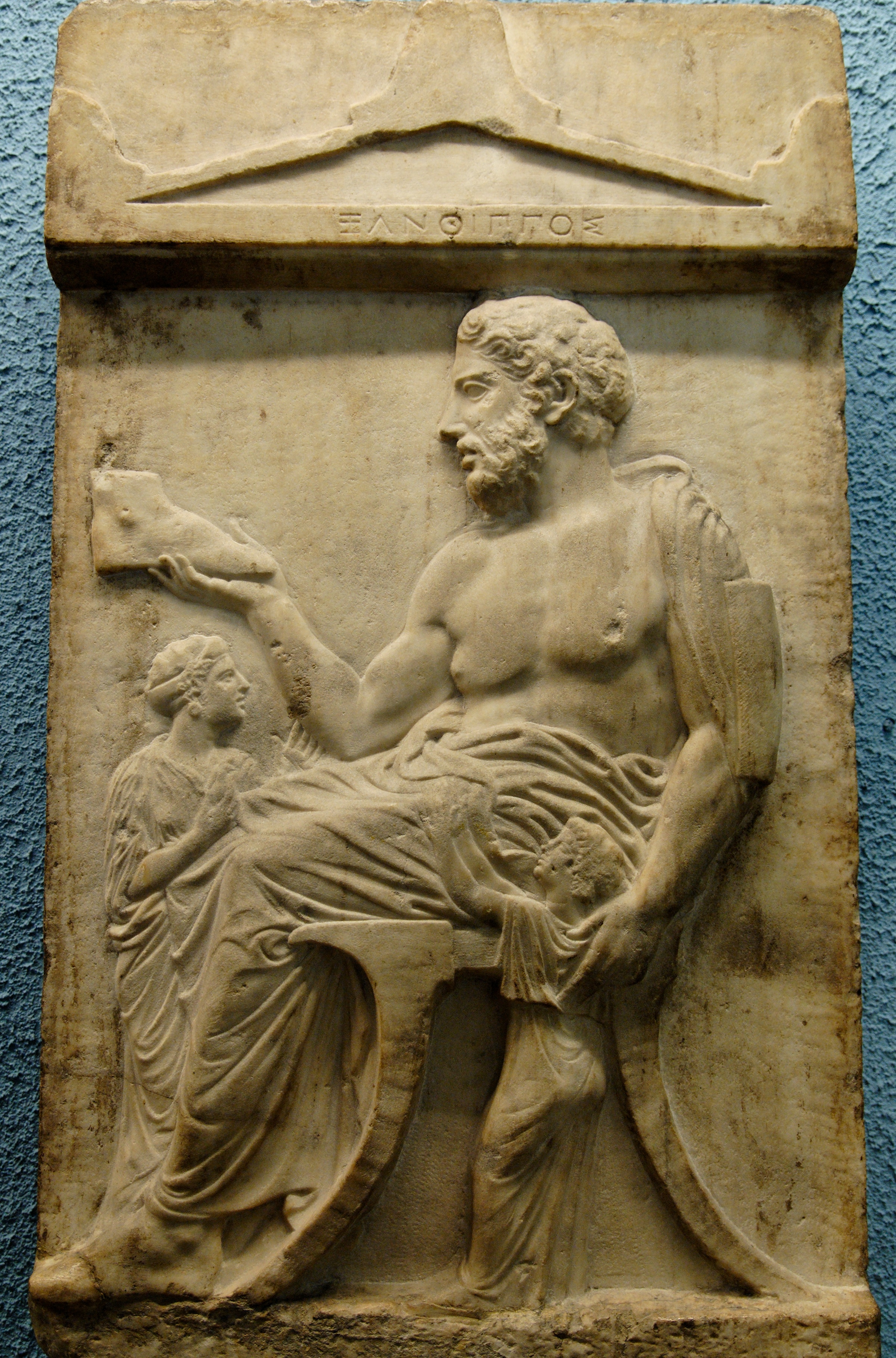
L'artisanat, un art difficile et secret. Ici, stèle funéraire du cordonnier Xanthippos. Athènes, vers 430-420 av. J.-C. British Museum.

La condition d’agriculteur est la plus valorisée de toutes les conditions sociales prédisposant à l’activité militaire. En témoignant de la reconnaissance à celui qui procure bienfaits et soins à la terre, qui développe le goût de la chasse et nourrit les chiens comme le gibier, l’agriculture enseigne la justice et révèle sa nature divine, et favorise le hasard à l’avantage de l’homme en lui apprenant le courage, un courage que Xénophon retrouve aux champs tant qu’au combat. Entre autres parallèles dressés entre les champs et les combats, Xénophon rappelle que l’homme cherche veut consulter et se concilier les dieux dans les deux cas, et il rappelle que l’accident est imprévisible.
Le mot καρπόσ se retrouve dans le vocabulaire platonicien, où il désigne les fruits domestiques — c’est-à-dire cultivés, et parfois juteux — par opposition aux fruits séchés dans le Critias, et aux grains dans l’Économique de Xénophon. Xénophon rend hommage au cheval : Ischomaque se rend auprès des esclaves dans ses champs à dos de cheval, et il n’hésite pas à souligner leur utilité, due entre autres à la commodité de l'animal, à ses capacités de transport et aux combats de cavalerie. Ischomaque rappelle aussi l'utilité de ses chiens, qui éloignent les bêtes sauvages.

#### Chapitre VI. Revue des points déjà acquis

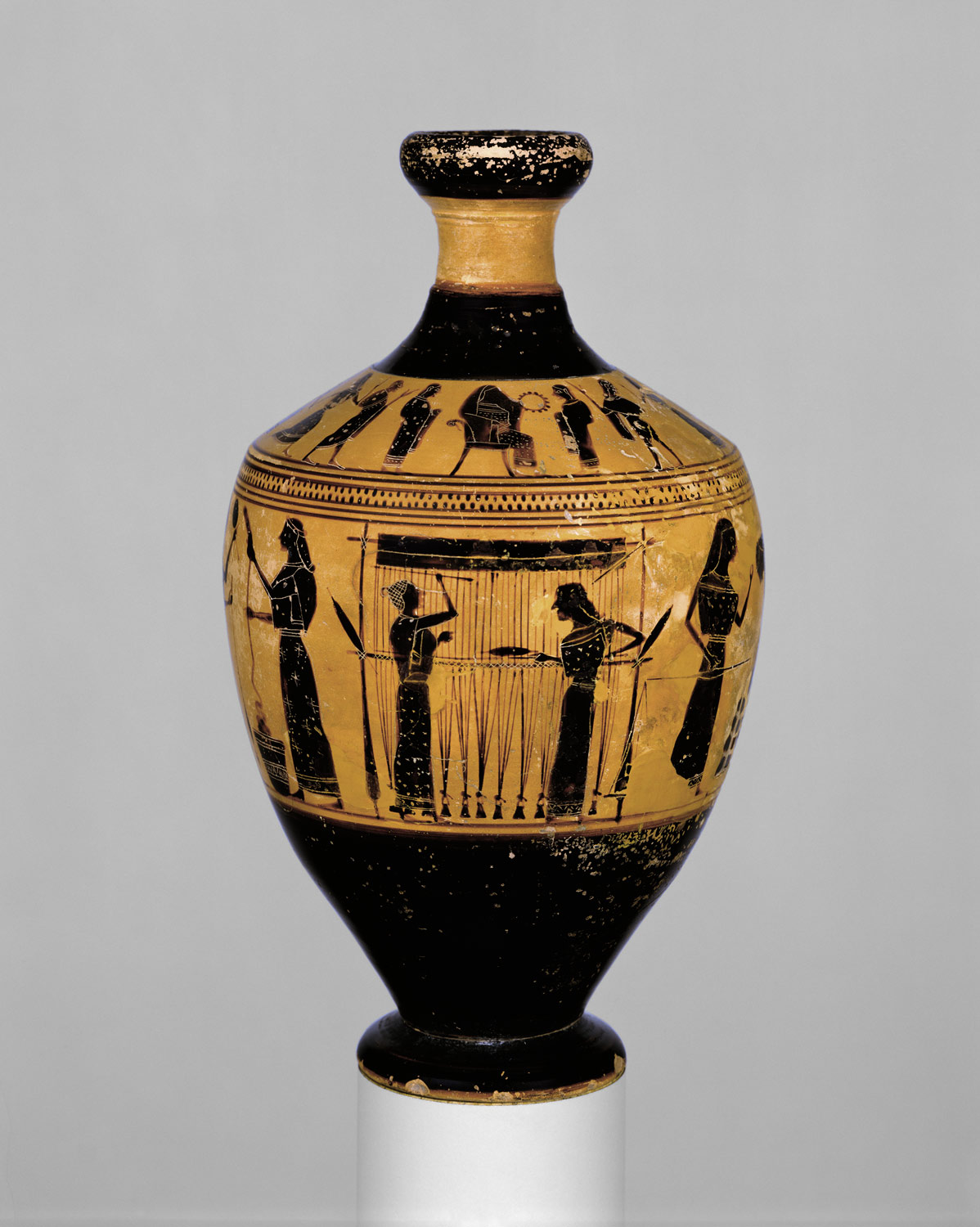
Femmes filant représentées sur un vase à huile. Vers 550–530 av. J.-C. Metropolitan Museum of Art, New York.

Après la rencontre d’Ischomaque et Socrate par l’entremise de Critobule, leur entretien à proprement parler débute. La kalokagathie d’Ischomaque le distingue du reste des citoyens. Socrate tente de distinguer ce qui, chez Ischomaque, se rapporte au corps et ce qui se rapporte à l’âme. On retrouve dans ce chapitre les tâches qui incombent aux femmes : filer la laine, préparer et réparer le vêtements (couture), veiller à l’état des grains et autres provisions, à celui du garde-manger, ainsi qu'aux soins des serviteurs malades.
L’art de l’agriculture est également noble en ceci que ceux qui le pratiquent cachent moins leurs secrets qu’un artisan, qui garde ses meilleurses techniques à l’abri dans son atelier. Xénophon termine le chapitre en réaffirmant la noblesse de l’agriculture car elle est, entre autres avantages, facile à apprendre : lorsque l’on interroge un agriculteur, il ne cache pas ses façons de procéder comme l’artisan : il voit, fait voir, montre et démontre un art aisé et utile.

### B. Le couple

#### VII. Rencontre de Socrate et d'Ischomaque. Ischomaque et sa femme. Le but du mariage. Les travaux de la femme
À Athènes, la femme est considérée comme inférieure par nature à l'homme, et propre seulement aux travaux domestiques. On distingue l’homme de bien qu’est Ischomaque en le qualifiant de « kalos-kagathos »,c et en honorant son père, que l’on joint au rappel de qui il est à chaque fois qu’il est nommé. Ischomaque ne manque pas de souligner qu’on oublie sa famille lorsqu’il s’agit de dépenses concernant les liturgies. Les activités des femmes sont perçues comme serviles, et Xénophon distingue femmes libres et femmes esclaves dans leur rapport aux tâches d’organisation, les premières contrôlant ce qu'accomplissent les secondes.
L’organisation de l’espace est important dans le ménage, et il inscrit idéologiquement l’opposition de la femme et de l’homme dans le travail au sein du ménage. La femme est importante, et sa dot fait partie de l’économie du foyer : la dot fait donc partie de l’économie, contribue à son fonctionnement, et s’en va avec l’épouse en cas de divorce.
Ischomaque déclare que la tâche de la femme, qui prend soin de ce qu’un mari apporte au foyer, est un soin sans lequel tout effort de ce dernier est aussi vain que la tentative des Danaïdes de remplir leur tonneau sans fond : tout comme Platon dans le Gorgias, et le Raseur (Caractère XX) des Caractères de Théophraste, Ischomaque, dans l’Économique  fait allusion à cette légende.
Il est difficile d’apprécier la condition des esclaves grecs ; la principale activité qui emploie des esclaves est probablement l’agriculture, base l’économie grecque. Certains petits propriétaires terriens possédaient un esclave, parfois deux. Concernant les devoirs, il faut faire des efforts devant ce qui est désagréable, si c’est dans un but de bien commun et en échange de reconnaissance et de dévotion.

#### VIII. Ischomaque enseigne à sa femme la vertu de l'ordre. L'ordre à bord d'une trière. Éloge de l'ordre

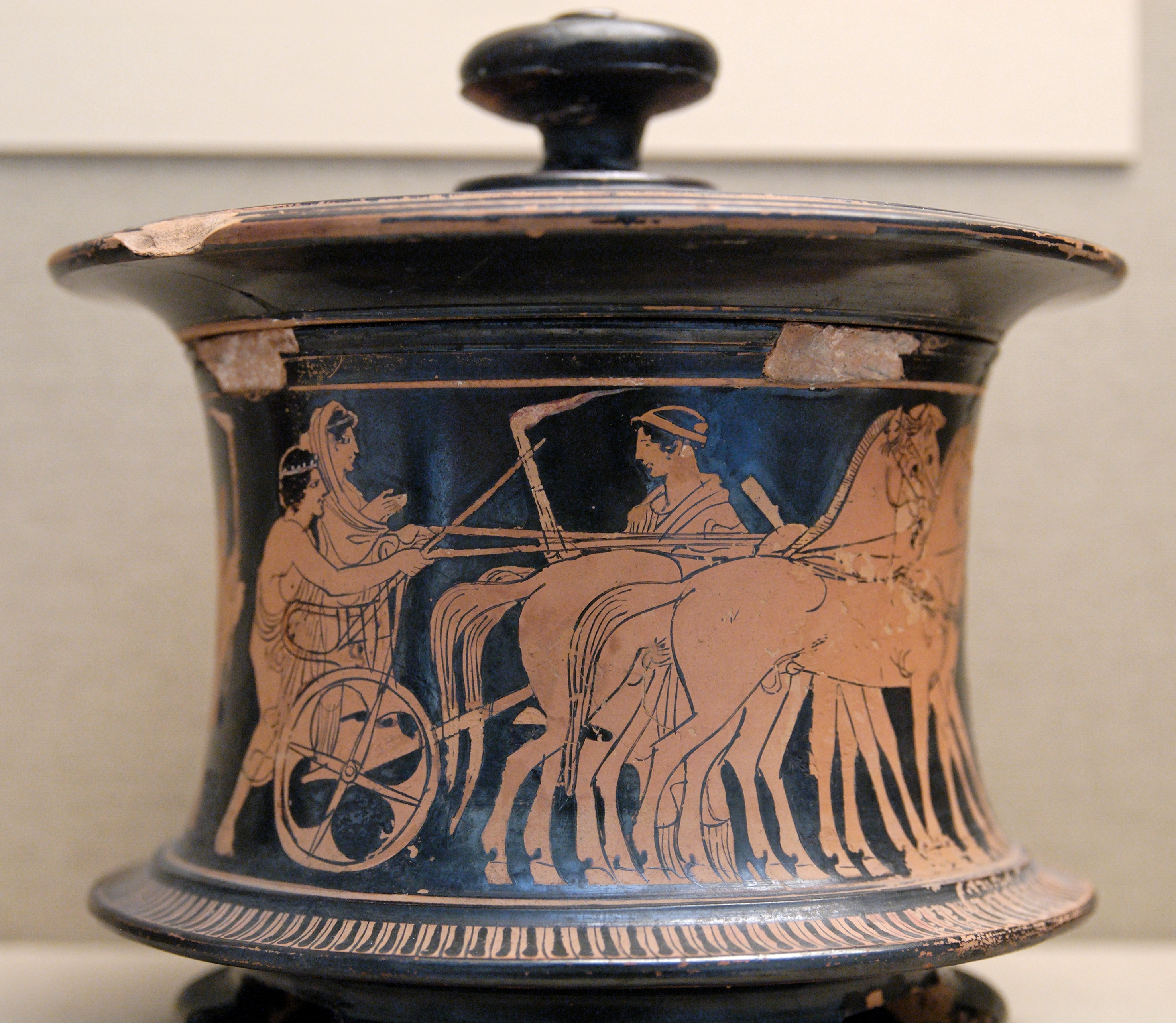
Procession nuptiale: la mariée est emmenée en char de la maison de ses parents à celle de son mari. Détail d'une pyxide à figures rouges, 440-430 av. J.-C. British Museum, Londres.

L’ordre — dont on a dit au chapitre III qu'il est nécessaire — est utile et beau, et doit donc faire partie de l’éducation de l’épouse par son mari.
L’ordre est beau pour le mari également : une armée sans ordre est une cohue inutile, alors qu'elle doit autant susciter du plaisir chez un ami qui la voit s’avancer que de la crainte chez l'ennemi. L’ordre évite l’encombrement et la confusion, qu’il s’agisse d’agriculture, de guerre, de théâtre ou encore d’administration des biens (y compris les serviteurs).
Revenant à l’art d’administrer, Ischomaque rappelle une discussion qu’il a eue avec son épouse : l’ordre à bord d’une trière permet d’économiser de la place, l’armateur (nauclère) et son second connaissaient parfaitement chaque place à bord, et le second était chargé de veiller à l'ordre, entre autres parce que les dieux agréent le respect des règles mais peuvent punir la négligence.

#### IX. Rangement dans la maison d'Ischomaque. Le rôle de l'intendante et celui de la femme d'Ischomaque
Xénophon conseille de loger séparément les esclaves masculins et féminins, de peur qu’ils « ne fassent des enfants contre le vœu des propriétaires car, si les bons domestiques redoublent d’attachement quand ils sont de la famille, les mauvais acquièrent en famille de grands moyens pour nuire à leurs maîtres ». Le pseudo-Aristote, dans ses Économiques, envisage également la reproduction des esclaves comme un moyen de pression disciplinaire. Plus simplement, l’explication est sans doute économique : il revient moins cher d’acheter un esclave que de l’élever. En outre, l’accouchement met en danger la vie de la mère esclave, et l'on n'est pas assuré que le bébé survive jusqu’à l’âge adulte.

#### X. Ischomaque déconseille à sa femme de se farder. L'hygiène de la maîtresse de maison
Dans une réflexion sur la beauté de l'épouse — qui, selon Socrate, a autant d’importance que son mari pour l’avantage commun — Ischomaque opposant l’apparence au vrai et déconseille à sa femme de se farder, de manière à garder aux yeux de tous (y compris de son époux) la  beauté véritable et pas seulement son apparence. Xénophon fait de la couleur de la chair le modèle de tromperie qui ne dupe que les étrangers, mais pas un couple qui vit au sein du même foyer : il n’est pas permis de se hasarder à la supercherie la faire savoir à l’autre, sans se dévoiler[pas clair].

### C. Le manager intermédiaire

#### XI. Socrate sollicite les conseils d'Ischomaque. Ses principes. Sa journée
Socrate oppose la vie privée à la vie publique d’Ischomaque. Libéral au premier sens du terme, le père d’Ischomaque est pris en exemple quand il fait preuve d’amour pour l’agriculture : il a acheté des friches qu’il a remises en état et revendues avec une plus-value, à l'opposé de la spéculation sur le grain ou aux guerres entreprises par les tyrans pour accroître leurs richesses. Le plaisir libéral est une mâle vertu aristocratique, et Ischomaque confesse ne pas percevoir cette gratitude qu’il attend, ni de la part de la Cité, dont il attend admiration et célébrité, ni de ses amis, dont il attend la bienveillance. Xénophon souligne que le plaisir libéral d’Ischomaque est un plaisir qui tend à le faire apprécier par la cité et ses amis dans un but de bien commun et de reconnaissance.
Note sur le chapitre: la mâle vertu aristocratique est la charis (χάρις), qualité de grâce et de beauté, que Xénophon élève en vertu sociale, en obligation de reconnaissance pour un service rendu et gratuit, le respect envers les dieux. Charis signifie « faveur », que le pseudo-Platon définit comme « l'action de rendre un bien pour un bien. »

#### XII. Importance et formation des chefs de culture.

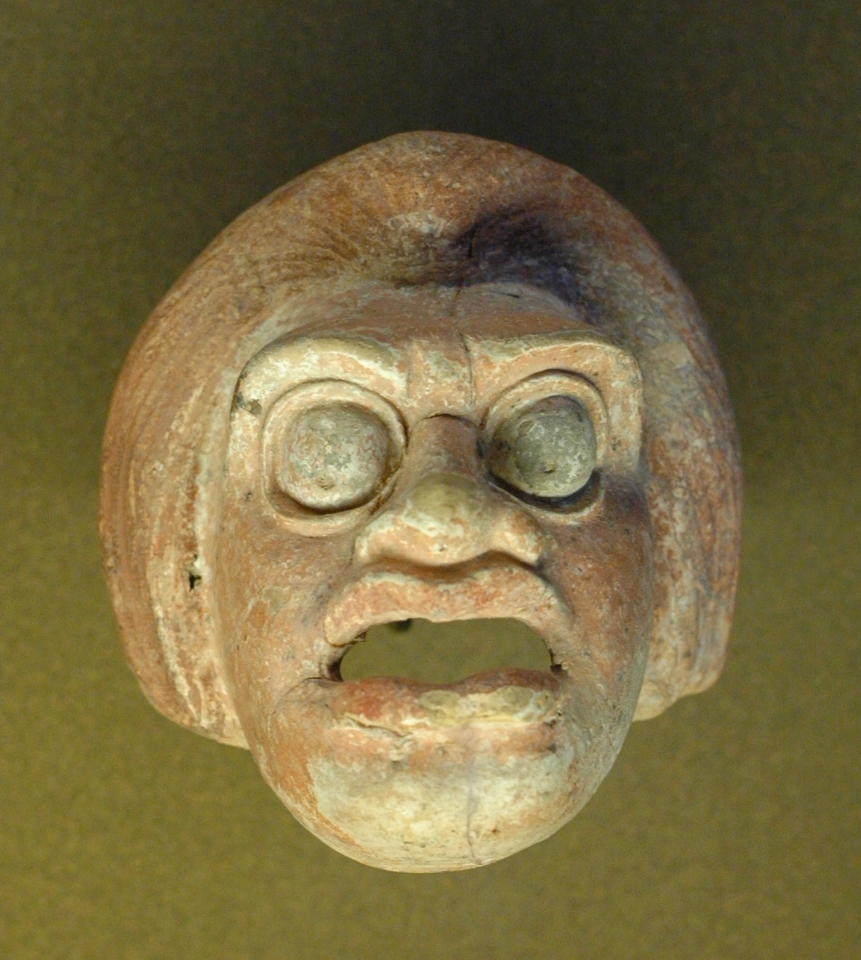
Masque grec de théâtre représentant un paysan. Vers 300-250 av. J.-C.

Ischomaque souligne qu'il est souvent d’usage de faire gérer un bien par un esclave compétent, régisseur (epitropos) qui décide lui-même des actions à mener sur l’exploitation pour assurer une récolte abondante ; mais quelle que soit la qualité de ce responsable des cultures, son progrès dépend de l’œil du maître, qui peut lui l'aider à devenir « bel et bon », le rapprochant de la kalokagathie.

#### XIII. Le chef de culture doit savoir commander. L'art de commander
Ischomaque conseille de traiter les esclaves comme des animaux domestiques, parce que le maître peut éduquer l’un et l’autre : les punir en cas de désobéissance et les récompenser en cas de bonne conduite, les engager à obéir, à être plus dociles, tout en sachant distinguer celui qui aime plus la nourriture que le compliment. Ischomaque conseille un contrôle de qualité des ouvriers, la reconnaissance envers les chefs, et la réprimande pour toute forme de flatterie ou favoritisme.

#### XIV. L'honnêteté du chef de culture
Les chefs de culture, les régisseurs dont il a été question au chapitre XII, doivent être éduqués par le maître à être honnêtes et à commander ; Ischomaque recommande un mélange d’emprunts aux lois de Dracon et Solon ou encore au roi de Perse, législateurs pris comme références et guides dans la voie de la justice. La reconnaissance pour cette sorte de justice va jusqu’au traitement du régisseur comme d’un homme libre, et la possibilité pour lui de s’enrichir grâce au maître en vue de son affranchissement.

#### XV. Socrate demande à être instruit de la technique agricole
Résumant les qualités propres à un bon régisseur — l’epitropos — chez qui il faut susciter l’envie et l’ardeur de voir prospérer les biens, Xénophon définit le caractère de noblesse de l’agriculture, noble parce que « nobles ceux des animaux qui sont beaux, grands, utiles, doux envers les hommes ». Au chapitre VI de l’Agésilas, Xénophon voit également l’amour du chef le mobile du dévouement des subordonnés.

### D. L'art de l'agriculture

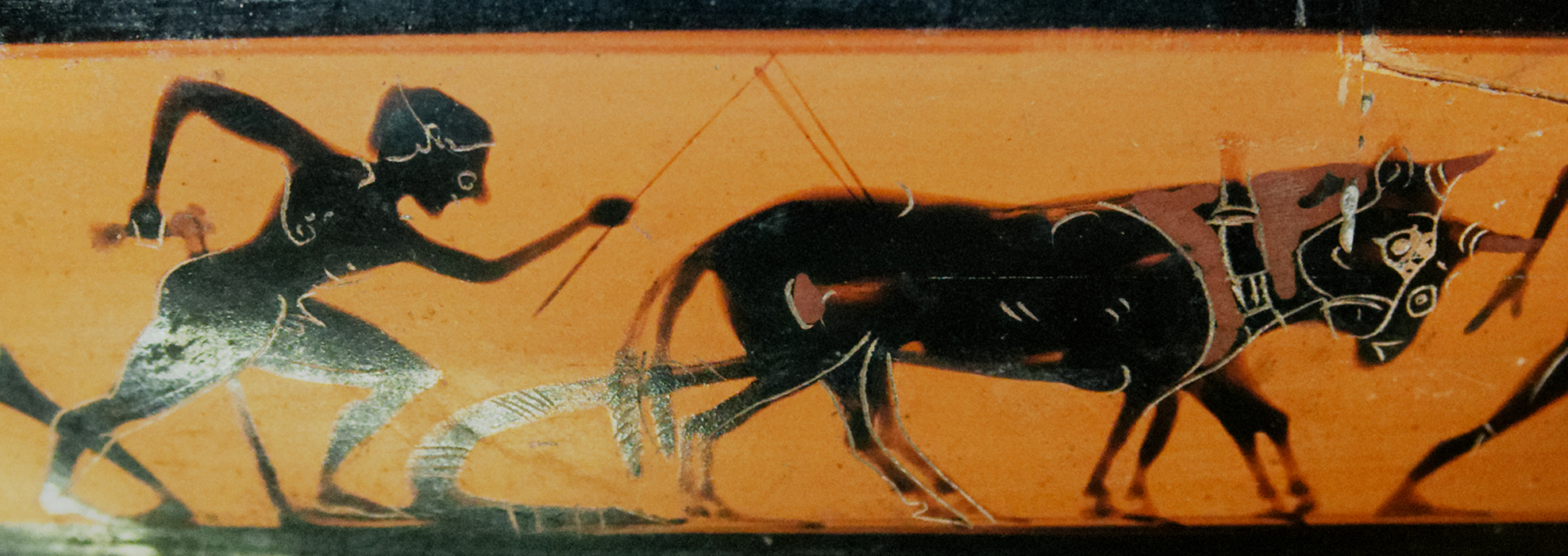
Laboureur, détail d'une scène des travaux aux champs. Coupe à bande attique à figures noires. Vers 530 av. J.-C.

#### XVI. Il est facile de reconnaître la nature du terrain. Le travail de la jachère
La vocation d'une terre est liée à ce à quoi le milieu naturel la destine, ce qui va déterminer à quoi il devrait donc être utilisé. Ceux qui exposent la théorie de l’agriculture prétendent que pour la pratiquer comme il se doit, il faut avant tout connaître la nature du terrain, parce que celui qui ignore ce que le terrain peut produire ignore ce qu’il faut semer et ce qu’il faut planter.

##### De la reconnaissance et la nature du terrain
La nature d'un terrain se définit après examen de la végétation et du sol dont on remue la terre au printemps, et le plus souvent possible en été — il faut labourer avec la charrue au fort de l’été et au milieu du jour — mais aussi des terrains voisins ; on ne peut semer et planter que lorsque l’on connaît ce que le sol peut porter. Une fois la terre ensemencée, bien irriguée et couverte, les jeunes pousses servent d’aliment à la terre, de fumier. Les mauvaises herbes coupées par la charrue, recouvertes ensuite, servent d’engrais sans répandre de graines qui les reproduisent.

##### Application de laréminiscence
Socrate a le sentiment de se ressouvenir qu’il savait ce dont Ischomaque et lui discutent dans ce chapitre ; il le lui confie, et Ischomaque de lui rappeler que l’agriculture est un art facile (ce qu’il a déjà dit au chapitre XV).

#### XVII. Les semailles. Le sarclage
Socrate demande qu'on lui indique quelle est la meilleure période pour les semailles. Ischomaque rappelle alors que les lois des dieux sont changeantes : premièrement, il vaut mieux semer tout au long de la saison ; un signe divin doit y amener;  deuxièmement, Xénophon développe la technique de fumure grâce à de mauvaises herbes qui ont poussé dans la jachère, déjà abordée dans le chapitre précédent. On bine à la main, et il faut planter à près de trente centimètres de profondeur (exception faite de l'olivier, à quinze cm) pour éviter de les déplanter pendant l’opération, la binette et le sarclage.

#### XVIII. La moisson. La battage. Le vannage
Les moissons sont l’étape suivante : on ne fait pas face aux vents, sinon ceux-ci renvoient vers le moissonneur la paille et l’épi. À Ischomaque qui explique utiliser pour le battage indistinctement le bœuf, le mulet et le cheval, Socrate lui fait souligner que sans intervention humaine[pas clair] . Xénophon développe la technique d’écobuage, expliquant deux vertus du chaume provenant de la tige qu’on laisse en terre après les moissons : ce chaume fertilise le sol si on le brûle ; et il augmente la masse d’engrais si on le jette au fumier. Au sujet de la technique du vannage, il indique qu'il faut vanner du côté opposé à celui du vent, pour que la paille retombe en dehors de l’aire. En guise de conclusion, Socrate fait remarquer qu’il savait tout ce dont lui parlait Ischomaque, sans qui il n’aurait jamais pu détenir tout le savoir dont il rend compte[pas clair]. On notera que dans ce chapitre Socrate évoque la réminiscence à plusieurs reprises.

#### XIX. Les arbres fruitiers, la vigne. Le figuier. L'olivier. La méthode d'Ischomaque: interroger, c'est enseigner.

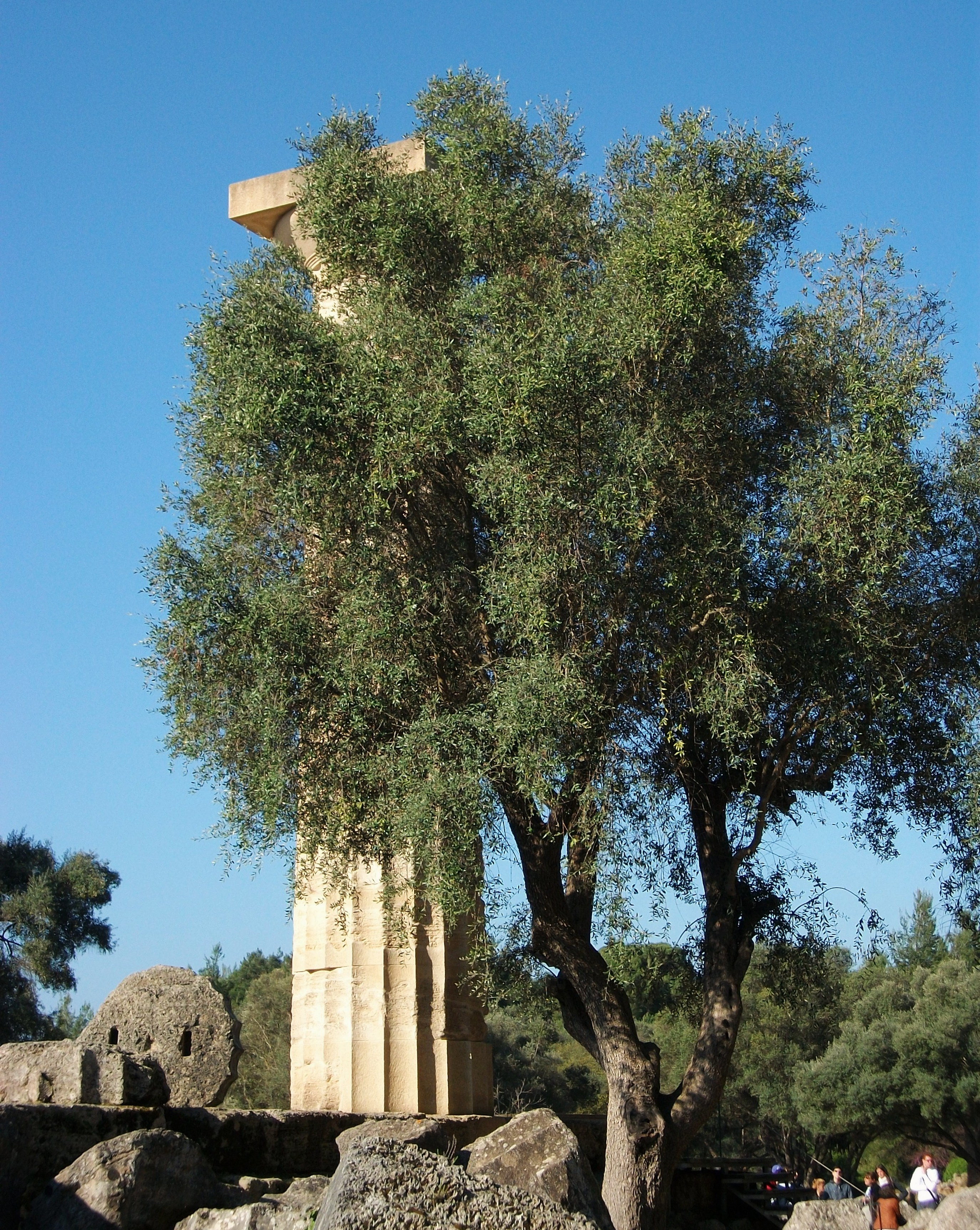
Olivier devant une colonne du temple de Zeus à Olympie.

Socrate et Ischomaque conviennent que la plantation des arbres fruitiers relève de l’agriculture. Pour éviter que les plants ne soient déracinés lorsque l’on bine, il faut mettre les plants en terre à deux pieds de profondeur au maximum, dans un trou creusé en terrain sec, parce que l'eau en terrain humide empêche de planter; mais il faudra au préalable avoir disposé une couche de terre travaillée afin que la bouture du plant puisse se développer, sans oublier de tasser la terre pour éviter que la pluie ne la transforme en boue. À titre d'exemple, le figuier obéit à ces règles, et il en va ainsi des autres arbres fruitiers, exception faite de l’olivier pour lequel on creuse plus profondément, tout en recouvrant les têtes de terre grasse (par exemple de la glaise).
Selon le principe maïeutique qui veut qu’interroger c’est enseigner, Socrate se demande si la technique qui lui a été enseignée, ce dont il s’est ressouvenu jusque-là, vaudrait également pour la technique des joueurs de flûte ou peintres ou autres artistes. Ischomaque n’y voit aucun rapport, rappelle qu’il a expliqué que l’agriculture est un art facile et humain qui exige uniquement que l’on observe et écoute. Pour illustrer la simplicité de l'agriculture, il donne l'exemple de la vigne, qui enseigne à l’homme à la soutenir : dans ce cas précis, en développant ses feuilles, elle appelle à ce qu’on la mette à l’ombre, et en perdant ses feuilles elle renseigne sur le moment de la cueillette et sa fécondité ; il en va de même pour le figuier, dont on voit le suc gonfler les fruits.

### E. L'art de se faire obéir

#### XX. Facteur clés de réussite et échecs des agriculteurs et des chefs d'armée. Le rendement des ouvriers agricoles. L'achat et la revente des terres
Xénophon fait de l’agriculture non plus uniquement une science, et en confirme la noblesse par des qualités exigées. La terre, dans sa différenciation entre un agriculteur et un autre[pas clair], ne « ment pas », pas plus qu'elle ne trompe sur ce quelle peut ou ne peut pas, et elle « traite bien qui la traite bien ». Ischomaque s'arrête sur la question de la spéculation foncière de son père qui a fait fortune, en achetant des parcelles en friche à bas prix pour les revendre après remise en état, à un prix élevé. De fait, si une interdiction de vendre s’impose, au moins sur le plan moral, pour le bien patrimonial, les acquisitions supplémentaires y échappent en général.

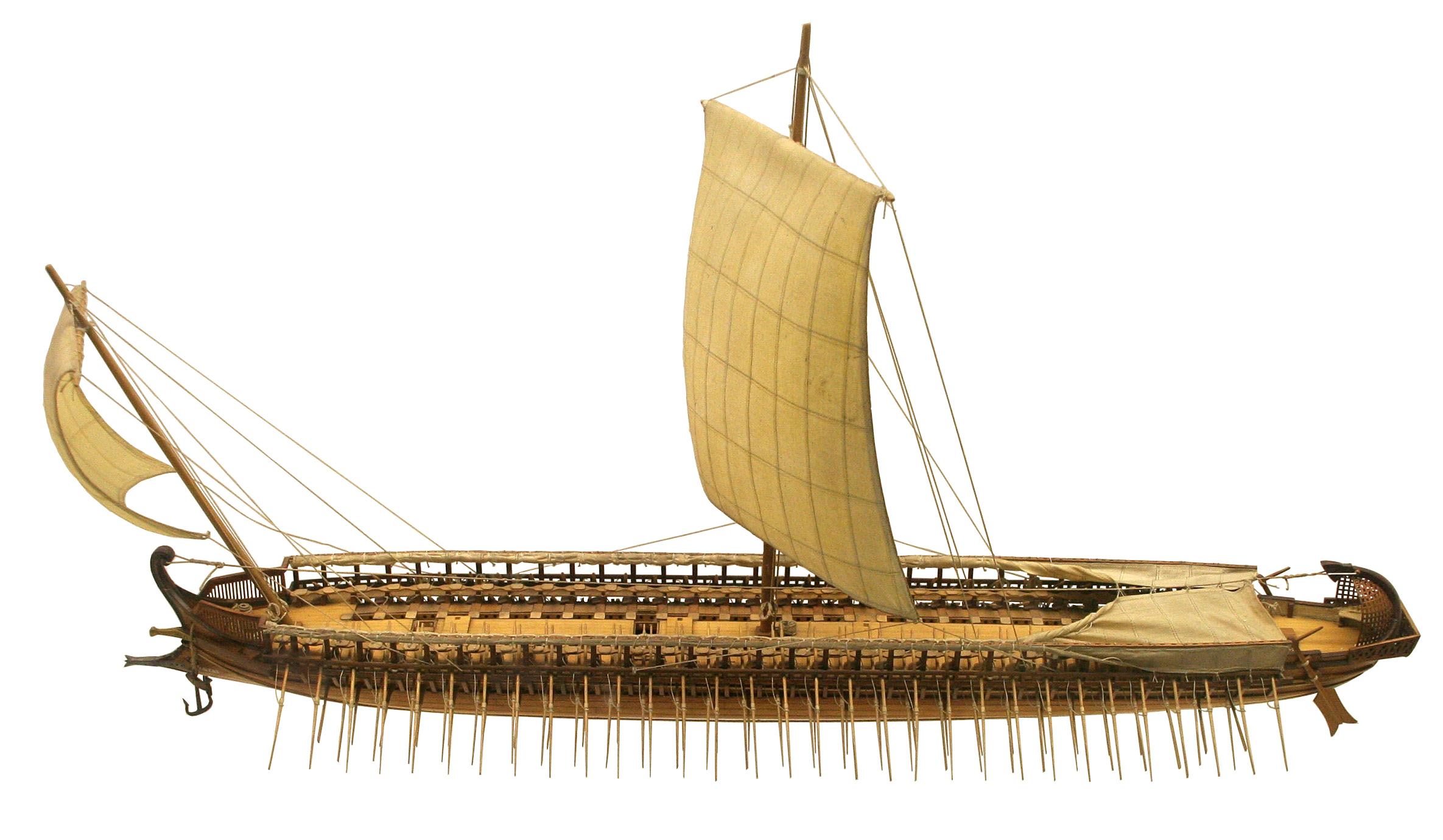
Trière. Un chef de nage dirigeait les 170 rameurs (Deutsches Museum, Munich)

#### XXI. L'art de commander. Le don de se faire obéir de bon gré. Exemple du chef de nage
Selon Ischomaque, les hommes ne sont pas tous capables de se faire obéir, et obtenir une obéissance de bon gré tient du divin. Un bon chef de nage obtient des rameurs (salariés) un rendement double de celui d'un mauvais. Socrate approuve les enseignements d’Ischomaque concernant la vertu aristocratique et virile, son savoir et ses conseils pour atteindre cette vertu, et il l'assure de sa reconnaissance, tout en relevant que les avoir entendues les suscite, et qu’il faut être capable de s’en instruire.

### Traductions
- Économique in Œuvres complètes (trad. Pierre Chambry), t. II, Paris, Garnier-Flammarion, 1967 (1re éd. 1954), 510 p. (ISBN 978-2-080-70142-8), p. 297-306.
- Économique (trad. Pierre Chantraine, préf. Claude Mossé), Paris, Les Belles Lettres, 2008 (1re éd. 1949), 208 p. (ISBN 978-2-251-79997-1).
- De l'Économie (trad. Eugène Talbot), Paris, Librairie Hachette, 1859 (lire en ligne)

- Tenir sa maison. L'Économique (trad. et présenté par Claude Terreau), Paris, Arléa, 1997, 124 p. (ISBN 978-2-869-59368-8)
- (en) Sarah B. Pomeroy, Xenophon Oeconomicus. A Social and Historical Commentary: With a New English Translation, Oxford, Clarendon Press, 1994, xii, 388 (ISBN 978-0-198-14082-5, présentation en ligne)

### Études

#### Français
- Vincent Azoulay, Xénophon et les grâces du pouvoir. De la charis au charisme, Publications de la Sorbonne, 2004.
- Laurent Bibard, « L'Économique de Xénophon », dans La Sagesse et le Féminin. Science, politique et religion selon Kojève et Strauss, L'Harmattan, 2005, p. 211-257.
- Luc Brisson (dir.) (trad. du grec ancien), Critias : in Platon, Œuvres complètes, Paris, Éditions Flammarion, 2008 (1re éd. 2006), 2204 p. (ISBN 978-2-08-121810-9).
- Christiane Collange, Madame et le Management. Une femme organisée en vaut deux, Fayard, 2002 (1969)
- Édouard Delebecque, « Sur la date et l’objet de l’Économique », dans Revue des études grecques, 1951, vol. 64, no 64-299-301, p. 21-58. [lire en ligne (page consultée le 17 décembre 2021)]
- Jean-Baptiste Gourinat et Gilbert Romeyer-Dherbey, Socrate et les socratiques, Paris, Éditions Vrin, 2000, 531 p. (ISBN 2-213-01894-4)
- Moses Finley, Économie et société en Grèce ancienne, Paris, Seuil, coll. « Points », 1997 (1re éd. 1970).
- Marie-Françoise Marein, L'agriculture dans la Grèce du ive siècle avant J.-C. Le témoignage de Xénophon, L’Harmattan, 2009.
- Leo Strauss, « Le discours socratique de Xénophon », dans Le discours socratique de Xénophon, suivi de Le Socrate de Xénophon ; en appendice L'esprit de Sparte et le goût de Xénophon, L'Éclat, coll. « Polemos », 1992, p. 1-86.
- Jean-Claude Riedinger, « Présentation » dans Xénophon, L'Économique, Rivages poche/Petite Bibliothèque, 1995, p. 7-21.

#### Anglais
- (en) John Adair, Leaders, Talbot Press, 1989.
- (en) John Adair, « A Leader in Estate Management », dans Inspiring Leadership. Learning from Great Leaders, Thorogood, 2003, p. 30-33.
- (en) John Adair, « Leadership Through Knowledge », dans Effective Leadership Masterclass, PanMacmillan, 1997, nouvelle édition revue 2010.
- (en) James Alvey, « Oeconomicus », dans A Short History of Ethics and Economics : The Greeks, Edward Elgar Publishing, 2011, p. 38-41.
- (en) Takeshi Amemiya, « Oikonomikos », dans  Economy and Economics of Ancient Greece, Routledge, 2007, p. 117-119.
- (en) Louis Baeck, « Esayists and pamphleteers in fourth-century Athens : Xenophon », dans The Mediterranean Tradition in Economic Thought, Routledge Encyclopedia of Philosophy, 1994, p. 56 -57.
- (en) Christos Baloglou, « The Tradition of Economic Thought in the Mediterranean World from the Ancient Classical Times Until the Byzantine Times and Arab-Islamic World » dans Jürgen Georg Backhaus (Ed.), Handbook of the History of Economic Thought. Insights on the Founders of Modern Economics, Springer, 2014, p. 7-92.
- (en) William Cohen, « Leadership Lessons from Xenophon », dans Drucker On Leadership (2009), 2015 (2e édition), p. 127-133.
- (en) Joseph Epstein, « Xenophon. The Third Man », dans Essays in Biography, Axios Press, 2012, p. 539-550.
- (en) Ray Laurence and  Agneta Strömberg, « The classical oikos », dans Families in the Greco-Roman World, Continuum Pub. Co., 2012, p. 50-51.
- (en) Morgen Witzen, A History of Management Thought, Routledge, 2012, p. 24-26.
- (en) Herman van Looy, « Sarah B. Pomeroy, Xenophon. Œconomicus. A Social and Historical Commentary », dans L’Antiquité classique, 1996, vol. 65, p. 300-301. [lire en ligne (page consultée le 17 décembre 2021)]